# Mary Abichi
Mary Abichi (* 19. November 1990 als Mary Iheke) ist eine britische Sprinterin, die sich auf den 400-Meter-Lauf spezialisiert hat.

## Sportliche Laufbahn
Erste internationale Erfahrungen sammelte Mary Abichi im Jahr 2017, als sie bei den Halleneuropameisterschaften in Belgrad mit der britischen 4-mal-400-Meter-Staffel in 3:31,05 min gemeinsam mit Eilidh Doyle, Philippa Lowe und Laviai Nielsen die Silbermedaille hinter dem polnischen Team gewann. Im Jahr darauf startete sie mit der Staffel bei den Europameisterschaften in Berlin und verhalf dem Team zum Finaleinzug und trug damit zum Gewinn der Bronzemedaille durch die britische Mannschaft bei. 2023 klassierte sie sich bei den Halleneuropameisterschaften in Istanbul mit 3:32,65 min auf dem sechsten Platz im Staffelbewerb.

## Persönliche Bestleistungen
- 400 Meter: 52,60 s, 24. Juni 2017 in Villeneuve d’Ascq
  - 400 Meter (Halle): 53,40 s, 1. Februar 2020 in Wien